# معاف (بندر انزلی)
معاف، روستایی بسیار زیبا و با اهمیت از توابع بخش مرکزی شهرستان بندر انزلی در استان گیلان ایران است.

## جمعیت
این روستا در دهستان چهارفریضه قرار دارد و براساس سرشماری مرکز آمار ایران در سال ۱۳۸۵، جمعیت آن ۲۱۹ نفر (۷۵خانوار) بوده‌است.